# Xiphophorus couchianus
Xiphophorus couchianus е вид лъчеперка от семейство Poeciliidae. Видът е критично застрашен от изчезване.

## Разпространение
Разпространен е в Мексико.

## Описание
На дължина достигат до 6 cm.